# Lliga catalana de futbol femenina 1986-1987
La temporada 1986-87 de la Lliga catalana de futbol femenina fou la setena edició de la competició. Fou organitzada per la Federació Catalana de Futbol. Se celebrà des del setembre de 1986 fins a l'abril de 1987. Hi participaren quinze equips que competiren en format de sistema de tots contra tots a doble volta. Es proclamà campió el Futbol Femení Vallès Occidental, que aconseguí el seu primer títol.
Entre d'altres resultats, destacà la victòria del FF Vallès Occidental al Balaguer (30-0) a la cuarta jornada. Es retiraren de la competició el Cosmos i el Balaguer per problemes econòmics. El campió, FF Vallès Occidental, i el subcampió, PB Barcilona, es classificaren per competir al Campionat d'Espanya.

## Clubs participants
- Futbol Femení Athenas
- Badalona Femení Ángeles
- Balaguer
- Club Femení Barcelona
- Penya Barcelonista Barcilona
- Juventut Hortense
- Futbol Femení Catalunya
- Cosmos
- Reial Club Deportiu Espanyol
- Club Femení Sabadell
- San Roque
- Club Femení Sant Adrià
- Futbol Femení Vallès Occidental
- Gràcia Cal Majó
- Penya Barcelonista Vilanova del Camí

## Classificació final
| Pos. | Equip                | PJ                         | PG                         | PE                         | PP                         | GF                         | GC                         | DG                         | Pts                        | Pts                        |
| ---- | -------------------- | -------------------------- | -------------------------- | -------------------------- | -------------------------- | -------------------------- | -------------------------- | -------------------------- | -------------------------- | -------------------------- |
| 1    | FF Vallès Occidental | 28                         | 26                         | 1                          | 1                          | 157                        | 12                         | 145                        | 53                         | +25                        |
| 2    | PB Barcilona         | 28                         | 23                         | 2                          | 3                          | 139                        | 15                         | 124                        | 48                         | +18                        |
| 3    | RCD Espanyol         | 28                         | 20                         | 4                          | 4                          | 119                        | 22                         | 97                         | 44                         | +16                        |
| 4    | CF Barcelona         | 28                         | 18                         | 5                          | 3                          | 136                        | 41                         | 95                         | 41                         | +13                        |
| 5    | FF Athenas           | 28                         | 17                         | 5                          | 6                          | 92                         | 36                         | 56                         | 39                         | +11                        |
| 6    | CF Sant Adrià        | 28                         | 14                         | 8                          | 6                          | 92                         | 40                         | 52                         | 36                         | +12                        |
| 7    | CF Sabadell          | 28                         | 17                         | 1                          | 10                         | 117                        | 35                         | 82                         | 35                         | +7                         |
| 8    | San Roque            | 28                         | 14                         | 5                          | 9                          | 64                         | 56                         | 8                          | 33                         | +3                         |
| 9    | FF Catalunya         | 28                         | 12                         | 2                          | 14                         | 71                         | 70                         | 1                          | 26                         |                            |
| 10   | Gràcia Cal Majó      | 28                         | 11                         | 3                          | 14                         | 89                         | 74                         | 15                         | 25                         | -3                         |
| 11   | Joventut Hortense    | 28                         | 8                          | 0                          | 20                         | 39                         | 158                        | -119                       | 16                         | -10                        |
| 12   | PB Vilanova Camí     | 28                         | 5                          | 0                          | 22                         | 33                         | 121                        | -88                        | 10                         | -18                        |
|      | Cosmos               | es retirà de la competició | es retirà de la competició | es retirà de la competició | es retirà de la competició | es retirà de la competició | es retirà de la competició | es retirà de la competició | es retirà de la competició | es retirà de la competició |
|      | Balaguer             | es retirà de la competició | es retirà de la competició | es retirà de la competició | es retirà de la competició | es retirà de la competició | es retirà de la competició | es retirà de la competició | es retirà de la competició | es retirà de la competició |
|      | Badalona F. Ángeles  | es retirà de la competició | es retirà de la competició | es retirà de la competició | es retirà de la competició | es retirà de la competició | es retirà de la competició | es retirà de la competició | es retirà de la competició | es retirà de la competició |

| Campió de la Lliga catalana 1986-1987        |
| -------------------------------------------- |
| Futbol Femení Vallès Occidental Primer títol |